# Love Yourself in Seoul
Love Yourself in Seoul (tiếng Hàn: 러브 유어셀프 인 서울; Romaja: Leobeu Yueoselpeu in Seoul), còn được gọi là BTS World Tour: Love Yourself in Seoul, là một bộ phim hòa nhạc của nhóm nhạc nam Hàn Quốc BTS. Lấy bối cảnh từ buổi diễn ngày 26 tháng 8 năm 2018 trong chuyến lưu diễn Love Yourself World Tour của nhóm tại sân vận động Olympic ở Seoul, Hàn Quốc. Bộ phim được phân phối bởi Fathom Events và Pathé Live.
Bộ phim được phát hành vào ngày 26 tháng 1 năm 2019 chỉ trong 1 ngày duy nhất ở 102 quốc gia trên toàn cầu. Do lượng yêu cầu cao, bộ phim đã trở lại các rạp chiếu phim ở một số quốc gia nhất định vào ngày 9 và 10 tháng 2 năm 2019.

## Bối cảnh và phát hành
Bộ phim được công bố lần đầu tiên vào ngày 13 tháng 12 năm 2018 thông qua tài khoản chính thức của BTS trên Twitter. Nó được tiết lộ rằng 42 máy quay đã được sử dụng để quay bộ phim và đồng sản xuất bởi Big Hit Entertainment và CJ CGV Screen X. Bộ phim có sẵn ở định dạng 2D và ScreenX.
Vé xem được mở bán vào ngày 18 tháng 12. Đoạn giới thiệu cho bộ phim được phát hành vào ngày hôm sau.
Được Pathé Live mô tả là "sự kiện ra mắt phim chiếu rạp có quy mô lớn nhất từ trước đến nay", Love Yourself in Seoul được phát hành tại 4.100 rạp chiếu phim trên khắp thế giới. Bộ phim dài 113 phút và là xu hướng toàn cầu vào ngày phát hành.
Hai thành phố ở Nga là Makhachkala và Grozny đã cấm chiếu phim sau khi nhiều người phản đối trên mạng do "hành vi thiếu đạo đức thái quá" vì họ cho rằng nhóm nhạc BTS biểu thị hành vi đồng tính.

## Danh sách tiết mục
BTS đã biểu diễn danh sách tiết mục này cho buổi hòa nhạc của nhóm ở Seoul vào ngày 26 tháng 8 năm 2018.
1. "Idol"
2. "Save Me"
3. "I'm Fine"
4. "Magic Shop"
5. "Trivia 起: Just Dance"
6. "Euphoria"
7. "I Need U"
8. "Run"
9. "Serendipity"
10. "Trivia 承: Love"
11. "DNA"
12. "Boyz with Fun"
13. "Attack on Bangtan"
14. "Fire"
15. "Silver Spoon"
16. "Dope"
17. "Airplane Pt. 2"
18. "Singularity"
19. "Fake Love"
20. "Trivia 轉: Seesaw"
21. "Epiphany"
22. "The Truth Untold"
23. "Outro: Tear"
24. "Mic Drop"

Encore
1. "So What"
2. "Anpanman"
3. "Answer: Love Myself"

## Phát hành

### Doanh thu phòng vé
Bộ phim thu về 11,7 triệu USD trên toàn cầu và thu hút 1,2 triệu khán giả, ngoại trừ Hàn Quốc. Ở Hàn Quốc, bộ phim thu được hơn 2,2 triệu USD. Bộ phim đã phá kỷ lục sự kiện phát hành lớn nhất tại rạp chiếu phim trên toàn cầu sau khi được chiếu tại 3,800 rạp chiếu phim và 95 quốc gia.
Bộ phim đã thu về 518.810 GBP, khoảng 682.419 USD từ 291 rạp ở Anh. Ở Uruguay, đây là bộ phim bán chạy thứ hai trong ngày phát hành. Ở Argentina, bộ phim có 49.798 người xem, ở Paraguay là 3.394, ở Bolivia là 8.087, trong khi ở Mexico bán được 116.000 vé. Tại Nga và Belarus, doanh thu lần lượt là 72 triệu RUB và 19,735 BYR. Tại Ý, bộ phim được xếp ở vị trí số 6 với 19.926 lượt xem và thu được 325.516 EUR, khoảng 371.508 USD. Ở Đức, bộ phim có 38.000 khán giả xem phim, ở Thổ Nhĩ Kỳ là 49.102.
Ở Hàn Quốc, bộ phim vượt hơn 200 nghìn khán giả, được xếp ở vị trí số 2 trong hai ngày công chiếu. Ở Hoa Kỳ, bộ phim thu về hơn 3 triệu USD.

### Đánh giá chuyên môn
Yim Hyun-su của The Jakarta Post nhận xét "[Trong khi] bộ phim cho phép người hâm mộ tương tác với nhóm một cách hồi tưởng, [...] những người xem phim bên ngoài cộng đồng hâm mộ nói chung có thể phải đấu tranh để có cùng cảm giác với người hâm mộ."